# Jędrzej Kitowicz
Jędrzej Kitowicz krypt.: X. J. K. (ur. 25 listopada 1728 w Warszawie, zm. 3 kwietnia 1804 w Rzeczycy) – polski historyk, pamiętnikarz, korespondent polityczny, ksiądz i konfederat barski.

## Życiorys
Data i miejsce urodzenia oraz pochodzenie Kitowicza nie są pewne. Według historyka literatury Romana Pollaka pochodził z rodziny mieszczańskiej, natomiast według A. Zajączkowskiego i T. Mikulskiego pochodził ze szlachty. Jednak nazwisko Kitowicz nie figuruje w herbarzach szlacheckich, co zdaniem A. Zajączkowskiego nie przesądza jednakże o nieszlacheckim pochodzeniu. Uczył się w szkołach publicznych w Warszawie, kończąc naukę na klasie retoryki. Pracował w służbie dygnitarzy kościelnych i świeckich (dwory magnackie). W latach 40. XVIII wieku związany był z dworem biskupa Teodora Czartoryskiego, rezydującego w pałacu w Dolsku. Przez 17 lat (1751–1768) pełnił funkcję sekretarza M. Lipskiego (opat komendatoryjny lubiński, pisarz wielki koronny), który przyznał Kitowiczowi, w roku 1759, w dożywocie wójtostwo wsi Wieszkowo.
W końcu roku 1768 zaciągnął do konfederatów barskich do oddziału A. Morawskiego. Walczył pod Ignacym Skarbkiem-Malczewskim koło Radomia i pod Częstochową. W Wielkopolsce (w stopniu rotmistrza) był sekretarzem marszałka Józefa Zaremby.
Dosłużył się urzędu sekretarza u pisarza wielkiego, referendarza koronnego Michała Lipskiego opata benedyktynów lubińskich. Pozostawał w służbie biskupa kujawskiego Antoniego Ostrowskiego (późniejszego prymasa), zajmował się rachunkami w dobrach biskupich.
W 1771 wstąpił do seminarium duchownego dla misjonarzy przy kościele Św. Krzyża w Warszawie (Wł. Wóycicki twierdzi, że do seminarium oo pijarów), ale przerwał studiowanie teologii po roku. Za wstawiennictwem Andrzeja Młodziejowskiego i Antoniego Ostrowskiego przeszkody na drodze do stanu kapłańskiego zostały rozwiązane w 1777 roku. Około roku 1777 przyjął święcenia kapłańskie. Posługę pełnił najpierw w diecezji włocławskiej, a co najmniej od 1781 na probostwie w parafii św. Katarzyny w Rzeczycy, gdzie spędził resztę życia. W 1788 zaczął porządkować swoje rękopisy, napisał wtedy (pisownia oryginalna, skróty):

Pospolicie niemal każdy, zaczynający czytać jaką książkę, ciekawym jest wiedzieć autora.... Z takowej uwagi czyniąc zadość czytelnikowi, donoszę mu, iż jestem rodowity Polak. Prosto ze szkół udawszy się na dworską służbę, a potem do konfederacyi krajowej, a nakoniec do duchownego stanu. Niemal całe życie na publice strawiwszy i zawsze między ludźmi najpierwszymi w kraju mieszczący się, wszystko com w tych pamiętnikach napisał, albom oczami własnemi na to patrzał, albo z ust bardzo wiary godnych nieodzwłocznie słyszał, a w wielu okolicznościach samemu się znajdował: przeto pismu memu wiara bez bojaźni zawodu może być dana.

## Twórczość
Jest autorem dwóch niedokończonych dzieł, które pisał w Rzeczycy prawdopodobnie na podstawie wcześniejszych notatek i obserwacji Trybunałów w Piotrkowie. Opis obyczajów za panowania Augusta III był pierwszą próbą syntetycznego ujęcia obyczajowości epoki saskiej w Polsce; Pamiętniki, czyli Historia polska (częściowo wydane być może w wersji zniekształconej przez wydawcę w 1840, w całości w 1971) stanowiły kronikę lat 1743–1798, ze szczególnym uwzględnieniem konfederacji barskiej. Prace Kitowicza, szczególnie Opis obyczajów, mają zarówno wartość literacką, jak i historyczną. Jego sądy o czasach mu współczesnych były bardzo krytyczne i bardzo bogate w szczegóły. Wypowiadał się przeciwko Stanisławowi Augustowi i jego obozowi. Do ostatnich jego prac należy obraz statystyczny Polski w 1790. Jest on w rubrykach ułożony, wykazujący obszerność ziemi, ilość miast i wsi, dymów wiejskich i miejskich, oraz ludności, podatków, czyli przychodu i wydatków.
W Bibliotece Kórnickiej zachowała się korespondencja, jaką prowadził w sztabie Józefa Zaremby, którego był sekretarzem.

### Dzieła
- Listy (gazetki pisane) do Michała Lipskiego z lat 1771–1776, rękopis: Biblioteka Polska w Paryżu, sygn. 50; omówienie i ogł. fragmentów: K. Sienkiewicz: Skarbiec historii polskiej t. 1, Paryż 1839, s. 17–18; D. Maniewska: Zagadki życia i twórczości J. Kitowicza w zbiorze: Miscellanea staropolskie, Wrocław 1962 Archiwum Literatury nr 6 (tu w podpisie wielokrotnie użył krypt.: X. J. K.)
- Korespondencja i gazetki rękopiśmienne Jędrzeja Kitowicza z lat 1771–1776, Tomasz Ciesielski (przyg.d.dr), Sławomir Górzyński (przyg.d.dr), Filip Wolański (przyg.d.dr), Warszawa-Bellerive-sur-Allier 2017, ISBN 978-83-286-0013-3 (DiG); ISBN 979-10-95627-46-3 (La Rama)
- Pamiętniki, czyli historia polska
  - cz. 1 wydana pt. Pamiętniki do panowania Augusta III i pierwszych lat Stanisława Augusta. Przez nieznajomego autora; wyd. (z autografu – dziś rękopis Biblioteki Kórnickiej, sygn. 433) E. Raczyński, t. 1-3, Poznań 1840 Obraz Polaków i Polski w XVIII W. nr 1-3; wyd. następne: Pamiętniki (z nazwiskiem autora) wyd. A. Woykowski, Poznań 1840 (także z autografu, tekst jest jednak mniej okrojony niż w wyd. Raczyńskiego)
  - cz. 2 wydana pt. Pamiętniki... do panowania Stanisława Poniatowskiego. Z manuskryptu dotąd drukiem nie ogłoszonego (obecnie rękopis PAN Kraków, sygn. 1906) t. 1–3 (wyd. A. Popliński w): Dzieła historyczne ks. J. Kitowicza. Wydanie zupełne t. 4–6, Poznań 1845; przedr.: Pamiętniki... do panowania Stanisława Poniatowskiego t. 1–3, Poznań 1886
  - całość wraz z przedmową autora (pierwodruk przedmowy ogł. K.W. Wójcicki: J. Kitowicz Biblioteka Warszawska 1853, t. 1), wyd. W. Zawadzki; t. 1–3, Lwów 1882 Biblioteka Polska nr 29–31 (przedruk wyd. częściowych: Raczyńskiego z roku 1840 i Poplińskiego z roku 1845); wyd. następne: wydał A. Kaczurba, t. 1–4, Lwów 1882 (przedruk wyd. Zawadzkiego); wyd. P. Matuszewska (Warszawa) Biblioteka Pamiętników i Obcych (po roku 1967)
  - fragmenty wyd.: Tygodnik Literacki 1838, t. 1, nr 2–4, 14; 1839, t. 2, nr 10, 12–13, 19; Przyjaciel Ludu, rocznik 5 (1839/1840), t. 2, nr 49–50; Orędownik Naukowy 1842, nr 45–48; 1845, nr 1-2; fragm. redakcji brulionowej (z rękopisu Biblioteki Polskiej w Paryżu, sygn. 240), wyd. K. Sienkiewicz, jak wyżej poz. 1
- Opis obyczajów i zwyczajów za panowania Augusta III
  - fragm.: Wyimki z rękopisma o obyczajach za czasów Augusta Trzeciego; wyd. (f. Skarbek), Pamiętnik Warszawski 1823, t. 4–5 (bez nazwiska autora); Orędownik Naukowy 1840, nr 9; Przyjaciel Ludu rocznik 6 (1840/1841), nr 41, 45–46
  - całość wyd. E. Raczyński, t. 1–4, Poznań 1840–1841 Obraz Polaków i Polski w XVIII W. nr 7-10 (tekst nieco okrojony); wyd. następne: (niedokończone) t. 1, Poznań 1850; „wyd. 2” t. 1–4, Petersburg i Mohylew 1855 (ze wstępem K.W. Wójcickiego); Tarnów 1881 Biblioteka Uniwersalna Arcydzieł Polskich i Obcych; t. 1–2, Lwów 1883 Biblioteka Polska nr 32–33 (ze wstępem W. Zawadzkiego); oprac. szkolne wyd. W. Jankowski, Śniatyń 1910; oprac. M. Janik, Kraków (1925) Biblioteka Narodowa seria I, nr 88; niedrukowane fragmenty wyd. M. Janik Pamiętnik Literacki rocznik 27 (1930), s. 128–157; „wyd. 2 (w Bibliotece Narodowej) zmienione, tekst po raz pierwszy wydany w całości” oprac. R. Pollak, Wrocław (1951) Biblioteka Narodowa seria I, nr 88
  - streszczenie i wyjątki podał Ł. Gołębiowski w: Domy i dwory, Warszawa 1830; Lud Polski, Warszawa 1830; Ubiory w Polsce, Warszawa 1830
  - szereg przedrukowanych fragmentów opublikowano w różnych antologiach i wypisach
  - autograf: Biblioteka Czartoryskich, sygn. 2265
- Podział Polski w trzech aktach, rękopis zaginął
- Historia kościoła w Rzeczycy, rękopis zaginął; (informacja: W. Dąbrowski)

### Listy i materiały
- Listy z lat 1763–1776, m.in. do: Snowadzkiego, J. Brodzyńskiego, I. Konopki, rękopis: Biblioteka Polska w Paryżu, sygn. 50 (zobacz ponadto Ważniejsze dzieła poz. 1); omówienie i cytowanie fragm. D. Maniewska, jak wyżej Ważniejsze dzieła poz. 1
- Do J. z Grodzickich Zarembiny 12 listów – z lat 1771, 1774–1775, rękopisy: Biblioteka Kórnicka, sygn. 2122-2123 (Archiwum Zarembów); list z 20 listopada 1774 ogł. J. Kozłowska-Studnicka, Pamiętnik Biblioteki Kórnickiej zeszyt 5 (1955), s. 236–237. Podobiznę faksymilową listu z 6 lipca 1774 ogł. R. Pollak w: Opis obyczajów..., Wrocław (1951) Biblioteka Narodowa, seria I, nr 88
- Do J. z Grodzickich Zarembiny 3 listy – z roku 1774, autografy w zbiorach po T. Mikulskim
- Do siostry, L. Makowskiej, z roku 1801; do S. Rutkowskiego z 1801; fragmenty ogł. K.W. Wójcicki, Biblioteka Warszawska 1853, t. 1; przedr. w: Opis obyczajów..., Petersburg i Mohylew 1855
- Zapiski urzędowe w aktach sztabu generalnego konfederacji województw wielkopolskich od marca roku 1770 do sierpnia 1771, rękopisy: Biblioteka Kórnicka, sygn. 2096-2117 (Archiwum Zarembów); faksymile 2 autografów (z 28 sierpnia i 8 grudnia 1770) ogł. J. Kozłowska-Studnicka, Pamiętnik Biblioteki Kórnickiej zeszyt 5 (1955), tabl. 42–43
- Notatki(?)-autografy, rękopis: Biblioteka Polska w Paryżu, sygn. 49
- Oryginał umowy dzierżawnej zawartej z A. Ostrowskim 20 grudnia roku 1777, Wojewódzkie Archiwum Państwowe w Poznaniu (Księgi grodzkie Konińskie, relacja księga 24, karty 332–333; faksymile fragmentu ogł. D. Maniewska; jak wyżej Ważniejsze dzieła poz. 1)
- Testament z 9 lutego roku 1799, ogł. K.W. Wójcicki; jak wyżej Ważniejsze dzieła poz. 3
- Akt zgonu, ogł. W. Dąbrowski, Pamiętniki Literackie rocznik 51 (1961), zeszyt 4, s. 476.

Ponadto materiały Kitowicza znajdują się w rękopisach: Biblioteka PAN Kraków, sygn. 685 (w zbiorze drobnych dokumentów do dziejów rodzin szlacheckich); Wojewódzkie Archiwa Państwowe w Krakowie i Poznaniu.